# Gieveld
Gieveld is een gehucht dat behoort tot de gemeente Voeren in de Belgische provincie Limburg. Gieveld maakt deel uit van de deelgemeente Teuven.
Het gehucht bestaat uit enkele boerderijen en ligt op een hoogte van zo'n 235m.
Ten zuiden van Gieveld ligt de dorpskern van Teuven. De Nederlandse buurtschappen Eperheide en Heijenrath bevinden zich ten noorden van Gieveld.

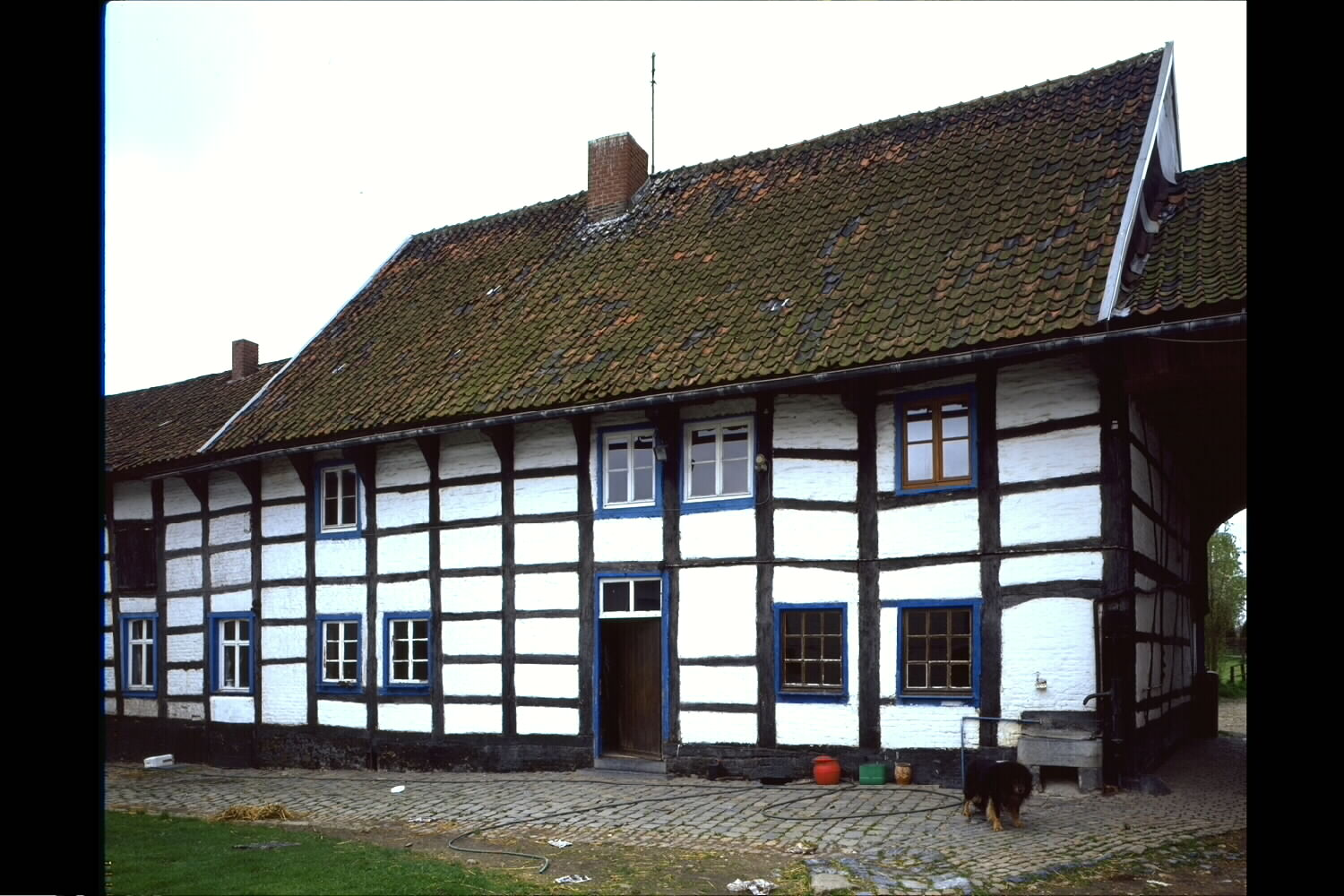
Vakwerkboerderij Hoeve Gieveld

Deelgemeenten: 's-Gravenvoeren · Moelingen · Remersdaal · Sint-Martens-Voeren · Sint-Pieters-Voeren · Teuven

Overige kernen: Berg · Drink · Gieveld · Hagelstein · Ketten · Knap · Krindaal · Nurop · Obsinnich · Peerds · De Plank · Reesberg · Rullen · Schilberg · Schophem · Schoppemerheide · Sinnich · Snauwenberg · Stroevenbos · Swaan · Ulvend · Veld · Veurs

Belgische gemeenten · Arrondissement Tongeren · Limburg · Vlaanderen